# Supercopa de Japón 2010
La Supercopa de Japón 2010, también conocida como Supercopa Fuji Xerox 2010 (en inglés: Fuji Xerox Super Cup 2010) por motivos de patrocinio, fue la 17.ª edición de este torneo.
Fue disputada entre Kashima Antlers, como campeón de la J. League Division 1 2009, y Gamba Osaka, como ganador de la Copa del Emperador 2009. El partido se jugó el 27 de febrero de 2010 en el Estadio Nacional de la ciudad de Tokio.

## Participantes
| Bandera de Prefectura de Ibaraki | Kashima Antlers | Campeón de la J. League Division 1 (2009) |
| Bandera de Prefectura de Osaka   | Gamba Osaka     | Campeón de la Copa del Emperador (2009)   |

## Partido
| 27 de febrero de 2010, 13:37 (UTC+9) | Kashima Antlers                                    | 1:1 (1:1) (5:3 p.)         | Gamba Osaka                   | Estadio Nacional, Tokio                                      |                                                              |
|                                      | Marquinhos 20' (pen.)                              | Reporte                    | Kaji 45+1'                    | Asistencia: 34.634 espectadores Árbitro(s): Yūichi Nishimura | Asistencia: 34.634 espectadores Árbitro(s): Yūichi Nishimura |
|                                      |                                                    | Tiros desde el punto penal |                               |                                                              |                                                              |
|                                      | Ogasawara · Nozawa · Araiba · Iwamasa · Marquinhos |                            | Endō · Futagawa · Lucas · Cho |                                                              |                                                              |

### Detalles
| 21         | Guardameta     | Hitoshi Sogahata    |     |
| 2          | Defensa        | Atsuto Uchida       |     |
| 3          | Defensa        | Daiki Iwamasa       |     |
| 14         | Defensa        | Lee Jung-Soo        |     |
| 7          | Defensa        | Tōru Araiba         |     |
| 40         | Centrocampista | Mitsuo Ogasawara    |     |
| 6          | Centrocampista | Kōji Nakata         | 82' |
| 8          | Centrocampista | Takuya Nozawa       |     |
| 11         | Centrocampista | Fellype Gabriel     | 65' |
| 18         | Delantero      | Marquinhos          |     |
| 13         | Delantero      | Shinzō Kōroki       |     |
| Entrenador | Entrenador     | Oswaldo de Oliveira |     |

| 1          | Guardameta     | Yōsuke Fujigaya   |     |
| 21         | Defensa        | Akira Kaji        |     |
| 28         | Defensa        | Shun'ya Suganuma  |     |
| 4          | Defensa        | Kazumichi Takagi  |     |
| 13         | Defensa        | Michihiro Yasuda  |     |
| 27         | Centrocampista | Hideo Hashimoto   |     |
| 7          | Centrocampista | Yasuhito Endō     |     |
| 9          | Centrocampista | Lucas             |     |
| 10         | Centrocampista | Takahiro Futagawa |     |
| 14         | Delantero      | Shōki Hirai       | 62' |
| 18         | Delantero      | Cho Jae-Jin       |     |
| Entrenador | Entrenador     | Akira Nishino     |     |

| 25 | Centrocampista | Yasushi Endō | 65' |
| 15 | Centrocampista | Takeshi Aoki | 82' |

| 33 | Delantero | Takashi Usami | 62' |

| Anotado · Penal | 20' | Marquinhos | 1-0 |

| Anotado | 45+1' | Akira Kaji | 1-1 |

| Mitsuo Ogasawara | Acierto de penal | 1:0 |                           |                   |
|                  |                  | 1:0 | Fallo de penal (Desviado) | Yasuhito Endō     |
| Takuya Nozawa    | Acierto de penal | 2:0 |                           |                   |
|                  |                  | 2:1 | Acierto de penal          | Takahiro Futagawa |
| Tōru Araiba      | Acierto de penal | 3:1 |                           |                   |
|                  |                  | 3:2 | Acierto de penal          | Lucas             |
| Daiki Iwamasa    | Acierto de penal | 4:2 |                           |                   |
|                  |                  | 4:3 | Acierto de penal          | Cho Jae-Jin       |
| Marquinhos       | Acierto de penal | 5:3 |                           |                   |

| Amonestado | 70' | Marquinhos |

| Amonestado | 18' | Shun'ya Suganuma |
| Amonestado | 38' | Michihiro Yasuda |

| Árbitro             | Yūichi Nishimura |
| Árbitros asistentes | Tōru Sagara      |
| Árbitros asistentes | Takahiro Okano   |
| Cuarto árbitro      | Minoru Tōjō      |

| 21         | Guardameta     | Hitoshi Sogahata    |     |
| 2          | Defensa        | Atsuto Uchida       |     |
| 3          | Defensa        | Daiki Iwamasa       |     |
| 14         | Defensa        | Lee Jung-Soo        |     |
| 7          | Defensa        | Tōru Araiba         |     |
| 40         | Centrocampista | Mitsuo Ogasawara    |     |
| 6          | Centrocampista | Kōji Nakata         | 82' |
| 8          | Centrocampista | Takuya Nozawa       |     |
| 11         | Centrocampista | Fellype Gabriel     | 65' |
| 18         | Delantero      | Marquinhos          |     |
| 13         | Delantero      | Shinzō Kōroki       |     |
| Entrenador | Entrenador     | Oswaldo de Oliveira |     |

| 1          | Guardameta     | Yōsuke Fujigaya   |     |
| 21         | Defensa        | Akira Kaji        |     |
| 28         | Defensa        | Shun'ya Suganuma  |     |
| 4          | Defensa        | Kazumichi Takagi  |     |
| 13         | Defensa        | Michihiro Yasuda  |     |
| 27         | Centrocampista | Hideo Hashimoto   |     |
| 7          | Centrocampista | Yasuhito Endō     |     |
| 9          | Centrocampista | Lucas             |     |
| 10         | Centrocampista | Takahiro Futagawa |     |
| 14         | Delantero      | Shōki Hirai       | 62' |
| 18         | Delantero      | Cho Jae-Jin       |     |
| Entrenador | Entrenador     | Akira Nishino     |     |

| 25 | Centrocampista | Yasushi Endō | 65' |
| 15 | Centrocampista | Takeshi Aoki | 82' |

| 33 | Delantero | Takashi Usami | 62' |

| Anotado · Penal | 20' | Marquinhos | 1-0 |

| Anotado | 45+1' | Akira Kaji | 1-1 |

| Mitsuo Ogasawara | Acierto de penal | 1:0 |                           |                   |
|                  |                  | 1:0 | Fallo de penal (Desviado) | Yasuhito Endō     |
| Takuya Nozawa    | Acierto de penal | 2:0 |                           |                   |
|                  |                  | 2:1 | Acierto de penal          | Takahiro Futagawa |
| Tōru Araiba      | Acierto de penal | 3:1 |                           |                   |
|                  |                  | 3:2 | Acierto de penal          | Lucas             |
| Daiki Iwamasa    | Acierto de penal | 4:2 |                           |                   |
|                  |                  | 4:3 | Acierto de penal          | Cho Jae-Jin       |
| Marquinhos       | Acierto de penal | 5:3 |                           |                   |

| Amonestado | 70' | Marquinhos |

| Amonestado | 18' | Shun'ya Suganuma |
| Amonestado | 38' | Michihiro Yasuda |

| Árbitro             | Yūichi Nishimura |
| Árbitros asistentes | Tōru Sagara      |
| Árbitros asistentes | Takahiro Okano   |
| Cuarto árbitro      | Minoru Tōjō      |

|                                    |
| Bandera de Prefectura de Ibaraki   |
| Campeón Kashima Antlers 5.º título |